# گربه‌کوسه‌های آرایشگر
گربه‌کوسه‌های آرایشگر (نام علمی: Figaro) نام یک سرده از تیره گربه‌کوسه است.